# Winner
«Winner» (рус. Победитель) — песня британской поп-группы Pet Shop Boys. О названии  и скорой премьере первого сингла с будущего альбома «Elysium» было объявлено 25 июня 2012 года. 2 июля песня была представлена публике в радиошоу Кена Брюса на BBC Radio 2. На следующий день она стала доступна для скачивания на iTunes.

## Отзывы критики
Критика приняла песню в основном положительно. New Musical Express написал, что «Pet Shop Boys выпустили одну из своих самых жизнеутверждающих песен».

## Позиции в чартах
| Хит-парады (2012) | Высшая позиция |
| ----------------- | -------------- |
| UK Singles Chart  | 86             |